# Emil Racoviță (okręg Vaslui)
Emil Racoviță – wieś w Rumunii, w okręgu Vaslui, w gminie Dănești. W 2011 roku liczyła 929 mieszkańców.